# Seleucia del Tigris

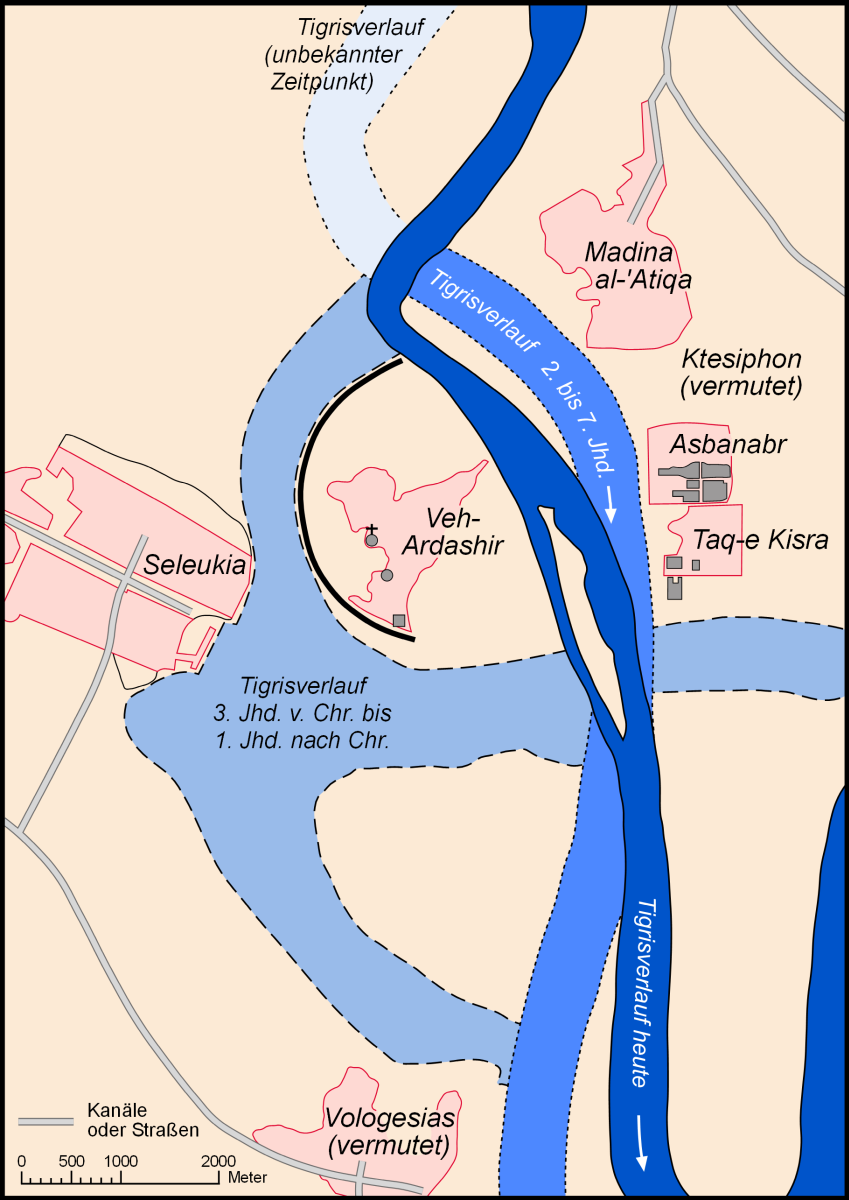
Mapa de las ciudades de Seleucia, Veh-Ardashir y Ctesifonte, separadas por el río Tigris, del que se muestra la variación del curso fluvial.

Seleucia (en griego: Σελεύκεια, transliterado: Seleukeia), también conocida como Seleucia del Tigris, fue una de las ciudades más grandes del mundo durante el período helenístico y romano. Se encontraba en Mesopotamia, en la orilla oeste del río Tigris, frente a la más pequeña ciudad de Ctesifonte.

## Historia

### Imperio seléucida
Seleucia como tal fue fundada alrededor del año 305 a. C., cuando el asentamiento anterior fue ampliado y convertido en capital del Imperio seléucida por Seleuco I Nicátor, de quien tomó su nombre. Seleuco fue uno de los generales de Alejandro Magno, que a la muerte de este, se habían dividido sus dominios entre ellos. Aunque Seleuco pronto trasladó la capital a Antioquía, en el norte de Siria, Seleucia se convirtió en un importante centro comercial, cultural y de gobierno de la región, lo que atrajo a sus primeros colonos macedonios, griegos, sirios y judíos. La ciudad tenía una posición privilegiada en el tráfico del río al ocupar la confluencia del Tigris con un canal del Éufrates, y durante los siglos III y II a. C. podía compararse a otras grandes ciudades helenísticas, como Alejandría o la citada Antioquía.
Polibio (5.54.10) confirma la existencia de pelíganes (senadores) macedonios en el consejo de Seleucia, lo que implica el trato de colonia macedonia, lógica por el ascenso en importancia bajo Nicátor; Pausanias (1.16) recuerda, sin embargo, que Seleuco también asentó babilonios allí. Los hallazgos arqueológicos apoyan la presencia de una población griega. En 141 a. C., Mitrídates I de Partia conquistó la ciudad y la convirtió en su capital occidental. Tácito, aparte de describir sus murallas, menciona que, incluso bajo el dominio de los partos, Seleucia continuó siendo totalmente helenística. Los textos antiguos nos hablan de una población de 600.000 habitantes gobernada por un senado de 300 hombres.
En 55 a. C., una batalla cerca de Seleucia fue crucial para la sucesión de la dinastía arsácida. Se enfrentaron Mitrídates III, apoyado por el ejército romano de Aulo Gabinio, gobernador de Siria, y el pretendiente y anteriormente depuesto Orodes II. La victoria del último permitió su regreso al trono. En el año 41 a. C., la ciudad fue el escenario de la masacre de cerca de 5.000 refugiados judíos de Babilonia (Josefo, Ant. xviii. 9, § 9).
En 117, el emperador romano Trajano incendió Seleucia durante su conquista de Mesopotamia, pero al año siguiente su sucesor Adriano la cedió de nuevo a los partos, que la reconstruyeron esta vez a su estilo, aunque en 165 fuera destruida completamente por el general romano Avidio Casio.

### Imperio sasánida
Sesenta años más tarde de la destrucción de la ciudad, el emperador sasánida Ardacher I construyó una nueva ciudad cerca del Tigris, Veh-Ardashir. Durante mucho tiempo se creyó que la nueva ciudad se había edificado sobre Seleucia, pero las excavaciones italianas demostraron que se construyó separada de Ctesifonte y la citada Seleucia. Desde el siglo I había activas diferentes iglesias cristianas en Mesopotamia y es sabido que entre los siglos III y IV Seleucia fue un importante centro de la nueva religión. Con el edicto de tolerancia del rey Yezdegard I se puso fin a la persecución de los cristianos, que había durado 70 años, y estos pudieron reorganizar y fortalecer su iglesia.
En el año 410 se reunió el Concilio de Seleucia-Ctesifonte, presidido por el obispo local Mar Isaac. La decisión más importante del sínodo, que tuvo un efecto muy longevo en la vida de la Iglesia, fue la de declarar al obispo de Seleucia-Ctesifonte primado de la Iglesia del Este, y en reconocimiento de su preeminencia se le concedió el título Catholicos, además del de arzobispo de todo Oriente. Además el sínodo se adhirió al Concilio de Nicea I y suscribió la adopción del símbolo niceno. Los cánones del concilio no dejan lugar a duda en cuanto a la autoridad del gran metropolitano, el Catholicos de Seleucia-Ctesifonte: sin su aprobación ninguna elección de obispo era válida.
A finales del reinado de Yezdegard, los cristianos sufrieron una nueva persecución en 420, en el contexto de la cual Dadyeshu fue elegido Catholicos, al año siguiente. Dadyeshu fue encarcelado, y cuando le liberaron, renunció y marchó a Seleucia, pero la Iglesia se negó a aceptar la renuncia y convocó un sínodo en Markabata de los Árabes (424) bajo la presidencia de Mar Dadyeshu, y que ha sido señalado como el más importante de todos los concilios persas. Si el primer sínodo de Isaac en 410 había establecido que el Catholicos de Seleucia-Ctesifonte ostentaría la supremacía sobre los obispos orientales, el de Dadyeshu decidió que el Catholicos debía ser el único líder de la Iglesia de Oriente, y que no podía reconocerse ninguna autoridad eclesiástica por encima de él. Por primera vez, un sínodo se refería al Catholicos como patriarca y como responsable únicamente ante Dios, lo que tuvo un efecto tranquilizador en la monarquía sasánida, al desaparecer la influencia del enemigo romano sobre los cristianos persas.
En cuanto a la ciudad, fue cayendo finalmente en el olvido y acabó tragada por las arenas del desierto, probablemente abandonada al cambiarse el curso del Tigris.

## Arqueología

### Excavaciones estadounidenses (1927-1932 / 1936-1937)
El yacimiento de Seleucia fue descubierto en los años 1920 por el profesor de la Universidad de Míchigan Leroy Waterman, buscando la ciudad babilónica de Opis. Divisó dos grandes montículos cerca de la orilla del Tigris y presupuso que se trataba de una gran ciudad que antaño debía de situarse justo en la orilla del río. Las fotografías aéreas tomadas por la Royal Air Force estacionada en Bagdad contribuyeron a apoyar su hipótesis.
A partir de 1927, los catedráticos de la Universidad de Míchigan Leroy Waterman (1927-1932) y Clark Hopkins (1936-1937) supervisaron las excavaciones para el Kelsey Museum of Archaeology en nombre de la American School of Oriental Research of Baghdad, con fondos suministrados por el Museo de Arte de Toledo y el Museo de Arte de Cleveland. Sus excavaciones sacaron a la luz, principalmente, hasta 30.000 monedas, un gran número de cerámica, estatuillas de terracota y varias estructuras, sobre todo viviendas; en total, más de 3500 artefactos.
En 1932 las excavaciones dieron un vuelco cuando empezaron a excavar en el montículo de Tell Umar, al norte del yacimiento. De allí, en un muro exterior del periodo parto, un ladrillo reutilizado estaba fechado por sello en el año 821 a. C., durante la etapa caldea, lo que demuestra el largo periodo de ocupación del territorio.

### Excavaciones Italianas (1964-1968 / 1985-1989)
Entre 1964 y 1968 y luego entre 1985 y 1989, una misión italiana de la Universidad de Turín dirigida por Antonio Invernizzi y Giorgio Gullini continuó la excavación, encontrando un edificio de archivo seléucida con cerca de 30.000 sellos al cuño, con un estilo completamente griego. También realizaron excavaciones en Tell Umar, sacando a la luz una gran estructura griega que, según se cree, podría ser un teatro. Cerca de allí, también descubrieron una stoa, un ágora y unas viviendas. Además, en la parte sur del yacimiento excavaron un segundo ágora.
Diferentes hallazgos han indicado una extensa población no griega, lo que puede explicar que los edificios públicos incorporasen tanto arquitectura griega como mesopotámica.